# Selymes szerecsenlepke

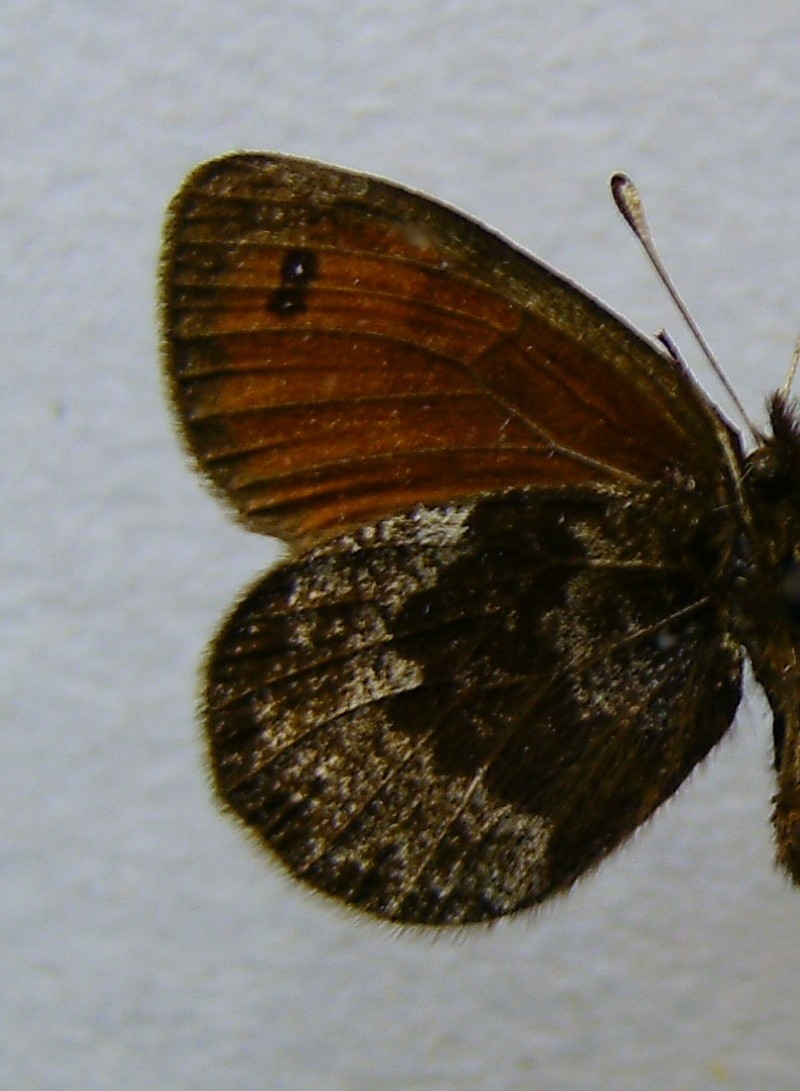
Erebia gorge

A selymes szerecsenlepke (Erebia gorge) a rovarok (Insecta) osztályának lepkék (Lepidoptera) rendjébe, ezen belül a tarkalepkefélék (Nymphalidae) családjába tartozó faj.

## Előfordulása
A selymes szerecsenlepke kizárólag szigorúan körülhatárolt térségekben fordul elő a Pireneusokban, az Alpokban, a Kárpátokban, az Appenninekben és más magashegységekben. Szigetszerű előfordulási helyein nem ritka, ezeken kívül azonban hiányzik.

## Alfajok
- Erebia gorge gorge - Svájcban és Tirolban honos.
- Erebia gorge ramondii - a Pireneusokban él, és kelet felé Andorráig található meg.
- Erebia gorge triopes - mindenekelőtt a Keleti-Alpokban él, tipikus lelőhelye a Bernina-hágó, ritkábban a Nyugati-Alpokban is előfordul.
- Erebia gorge erynis - az Appenninekben, a Sibillini-hegységben, az Alacsony- és a Tengeri-Alpokban elterjedt.

## Megjelenése
A selymes szerecsenlepke elülső szárnya 1,7–2 centiméter hosszú, felül füstös sötétbarna, széles, világos vörösbarna sávval, amelyben két fehér magvú, sötét szemfolt helyezkedik el a 4. és 5. sejtben. A hátulsó szárny világos sávja keskenyebb, és csak itt-ott láthatók rajta kis szemfoltok. Az elülső szárny fonákja világos vörösbarna, szegélysávja sötét szürkésbarna. A hátulsó szárny fonákja változó színezetű, többnyire világosabb tónusú és sötét barnásszürkén márványozott. A nőstény felül-alul világosabb, hátulsó szárnyának fonákján a szegélysáv lényegesen sötétebb. A nagyszámú szerecsenlepke közül a nehezen meghatározható fajokhoz sorolható, amelyek azonosítása csak az ivarszervek beható vizsgálata alapján sikerül.

## Életmódja
A selymes szerecsenlepke élőhelye szárazabb területek 1600 és 3000 méter magasság között. Szívesen tartózkodik törmelékes lejtőkön és más, gyér növényzetű felületeken.

## Szaporodása
A selymes szerecsenlepkének évente egy nemzedéke van, júniustól augusztus végéig repül. Hernyóidőszaka augusztustól májusig tart, a hernyó áttelel. A hernyó a magashegységek különböző füvein, főleg a egynyári perjén (Poa annua) él.